# ریک فان آیزندورن
ریک فان آیزندورن (هلندی: Rik van IJzendoorn؛ زادهٔ ۲۲ اوت ۱۹۸۷ ‏(۳۷ سال)) دوچرخه‌سوار اهل هلند است.
از باشگاه‌هایی که در آن رکاب زده‌است می‌توان به تیم دوچرخه‌سواری نووو نوردیسک اشاره کرد.